# زلباخ (راین-لان)
زلباخ (به آلمانی: Seelbach) یک شهر در آلمان است که در Verbandsgemeinde Nassau واقع شده‌است.